# My Turn
My Turn é uma canção da cantora Martina Bárta. Ela irá representar  no Festival Eurovisão da Canção 2017.